# Karmele Tubilla
Miren Karmele Tubilla Artetxe (Santurce, Vizcaya, 16 de julio de 1969) es una maestra y política española de ideología nacionalista vasca, alcaldesa de Santurce desde el 17 de junio de 2023.

## Biografía
Miren Karmele Tubilla Artetxe nació en Cabieces, Santurce el 16 de julio de 1969. Obtuvo la diplomatura en Magisterio, y se especializó en Audición y Lenguaje. Ha trabajado en el Departamento de Educación del Gobierno Vasco, en centros educativos públicos y concertados y ha colaborado en diferentes congresos internacionales.
En las elecciones municipales de 2019 acompañó en la candidatura a Aintzane Urkijo, por EAJ-PNV, accediendo al cargo de concejala delegada de Cultura y Euskera en 2022, tras la retirada del anterior concejal.

## Vida personal
Es miembro del Zugaitza Dantza Taldea, también ha impartido catequesis a padres y madres en Cabieces, ha sido miembro del Consejo Pastoral de Vizcaya y fundadora del grupo teatral Izar Berriak para fomentar el euskera entre los adultos.
Durante la pandemia colaboró de forma desinteresada con EITB a través del programa Etxetik Ikasten; y también, en colaboración con el Zugaitza Dantza Taldea, en fechas tan señaladas como son las navideñas, haciendo llegar los deseos de los niños a Mari Domingi y Olentzero.

## Trayectoria política
Comenzó su trayectoria política en 1996, cuando se afilió al EAJ-PNV. Acompañó a Aintzane Urkijo en candidatura en las elecciones municipales de 2019, y en 2022 accedió al cargo de concejala delegada de Cultura y Euskera de Santurce. A propuesta de la Junta Municipal del EAJ-PNV eligió cabeza de lista para las elecciones municipales de 2023 a Karmele Tubilla, y, tras ganar las elecciones, fue investida alcaldesa el 17 de junio de 2023.